# ラガド・サッダーム・フセイン

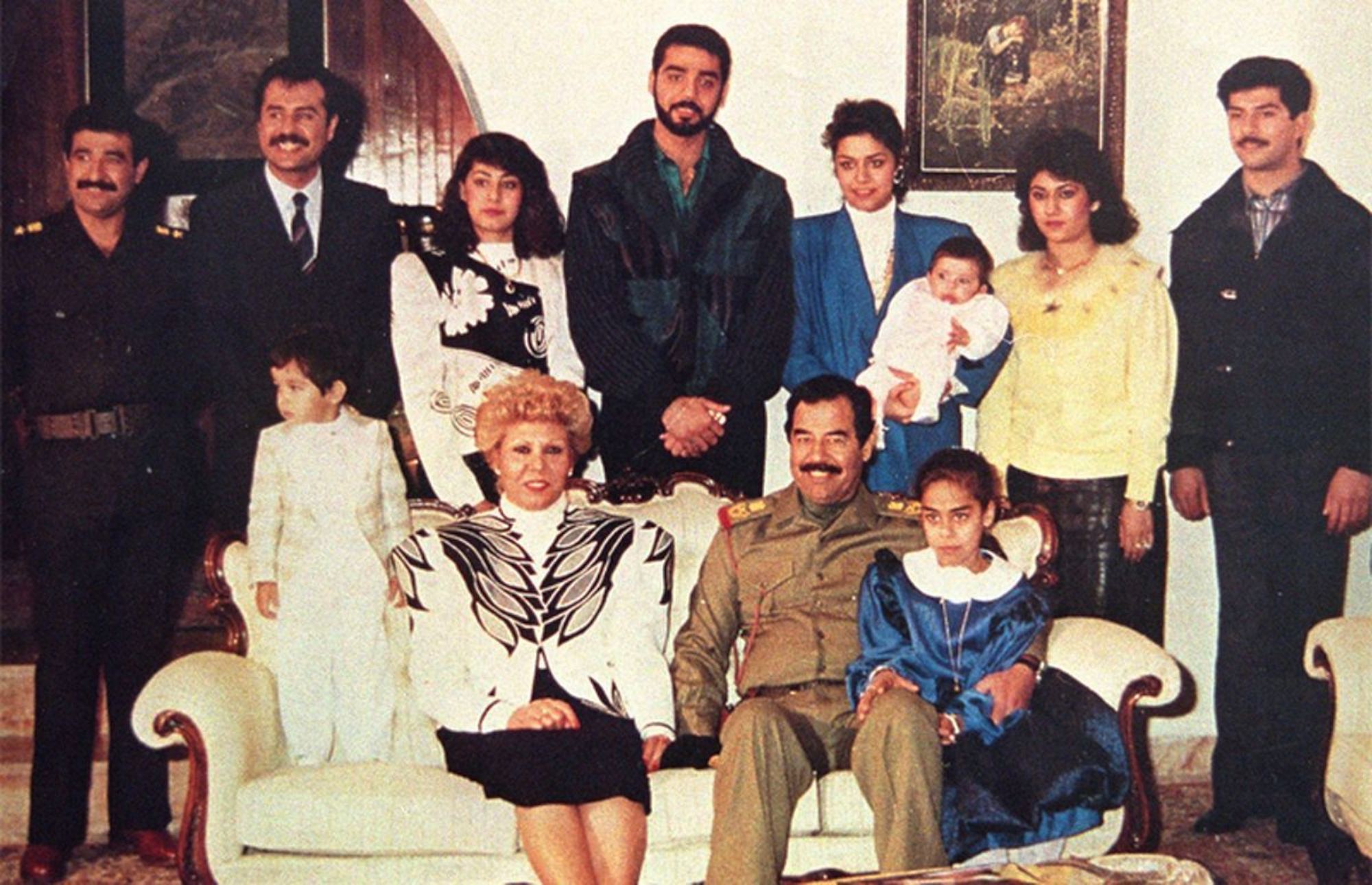
1980年代半ばないし後半に撮影されたサッダーム・フセイン一家の家族写真。後列右から3人目、青い服を着て赤ん坊を抱いている女性がラガド。

ラガド・サッダーム・フセイン（Raghad Saddam Hussein、アラビア語: رغد صدام حسين
、1968年9月2日 - ）は、かつてのイラクの大統領サッダーム・フセインの長女。

## 経歴
ラガドは、後にイラクの大統領となった父サッダーム・フセインと、その第一夫人である母サージダ・ハイラッラーの間の3番目の子どもとして1968年9月2日に生まれた。両親が同じであるきょうだいとして、上に二人の兄たち、ウダイとクサイがおり、下に二人の妹たち、ラナーとハラーがいた。
ラガド・フセインは、1983年にフセイン・カーミル・ハサン・アル＝マジードと結婚したが、彼は後に国際連合大量破壊兵器廃棄特別委員会 (UNSCOM)や、アメリカ合衆国の中央情報局 (CIA)、イギリスの秘密情報部 (MI6) に軍備に関する情報を流していた離反者として有名になった。アル＝マジードは、弟サッダーム・カーミルとともに、同じ部族の面々によって反逆者として殺害された。サッダーム・フセインは後に、自身はアル＝マジードとその弟を恩赦を与えたが、兄弟はすべての地位を失い、何らの保護も与えられなかったことを明らかにしたとされている。ラガドの妹ラナーは、兄と運命をともにしたアル＝マジードの弟サッダーム・カーミルと結婚していた。
ラガド・フセインは、アル＝マジードとの間に、3人の息子たち、アリー (Ali)、サッダーム (Saddam)、ワヘジ (Wahej) と、2人の娘たち、ハリス (Haris) とバナン (Banan)、合わせて5人の子どもたちをもうけた。
2003年、彼女は、多数のイラク・バアス党の有力者たちとともにヨルダンへ逃亡し、国王アブドゥッラー2世から個人的に保護を与えられた。
2006年7月2日、イラクの国家安全保障担当顧問ムワッファク・アル・ルバーイーは、ラガドと彼女の母サージダ・タルファーフを、イラクにおける反乱を支援したとして指名手配し、彼女たちがテロ活動に資金を提供し、イラク正式政府打倒を目指す軍事グループを支援したと指弾した。ヨルダンの首相アルーフ・アル・バヒート}は声明を発表し、「ラガドは王室の保護下にある」、「ラガド・サッダーム・フセイン女史とその子どもたちがヨルダンにいるのは、人道的観点に基づくものである。彼女は、（アブドゥッラー2世の）王家ハーシム家の客人であり、アラブの伝統に基づき保護を求める難民である」と述べた。しかし、彼女の正確な居場所は、明かされていない。
2006年、イラク政府は、ラガドを含む、旧政権関係者41人を指名手配するリストを作成し、ヨルダン政府に対してラガドの身柄引き渡しを求めたが、ヨルダン側はこれを拒んだ。
2006年12月30日、イラクでサッダーム・フセインの死刑執行がなされた。処刑に先立ち、ラガド・フセインは、連合軍がイラクから退去するまで、父の遺骸が暫定的にイエメンに埋葬されることを望んだ。処刑後にイエメンで催された追悼式典に出席し、公の場に姿を現した。
2007年8月、国際刑事警察機構（インターポール / ICPO）は、彼女が配下とともにイラクの反乱を支援したという容疑で、国際逮捕手配書を出したと発表した。一連の嫌疑は、Spiegel Online が2014年8月に掲載した記事にも反映され、「テロ・ゴッドマザー (Terror Godmother)」との標題が掲げられた。この記事によれば、ヨルダンで裕富な生活を送っている彼女は、サッダーム・フセインの数千万ドルに及ぶ遺産を使って、イラクとレバントのイスラム国 (ISIL) を支援しており、最終的にはバグダッドで権力に復帰したいと考えているとされた。この記事に先立つ6月、FOXニュースも彼女がインタビューで同様の意向を述べたと報じていた。
ラガド・フセインは、イラクの最重要指名手配者のリストに、他の59人とともに載っている。このリストには、28人のISIL戦闘員、12人のアルカーイダ関係者と、20人のバアス党員が、それぞれの組織において果たした役割の詳細や、犯罪の嫌疑、そして、ほとんどの対象者については写真も掲載されている。